# Werkstorprinzip
Das Werkstorprinzip ist ein Begriff aus dem deutschen Steuerrecht, den das Bundesfinanzministerium im Rahmen der Steuerreform 2006 in die  Einkommensbesteuerung eingeführt hat. Das Prinzip geht davon aus, dass steuerrechtlich die Arbeit erst hinter dem Werkstor beginnt und der Zeit- und Kostenaufwand bis zum Erreichen des Werkstores der Privatsphäre zuzurechnen sind.
Dieser Grundsatz ist vor allem im angelsächsischen Rechtsbereich (USA, Kanada, Großbritannien und Irland) und auch in weiteren europäischen Ländern (Tschechien, Griechenland) verbreitet.
Vor dem 1. Januar 2007 waren die Kosten für die Fahrt zur Arbeitsstätte als Werbungskosten steuerlich abzugsfähig.
Mit dem Steueränderungsgesetz 2007 wurde diese Abzugsfähigkeit grundsätzlich abgeschafft. Allgemein wurde die Fahrt zur Arbeitsstätte dem Privatbereich zugeordnet; Kosten konnten nur in Härtefällen, die pauschal ab einer Entfernung von über 20 km angenommen wurden, steuermindernd angesetzt werden. Auch Unfallkosten, die auf dem Weg zur Arbeit verursacht wurden, galten nicht mehr als Werbungskosten. Das Prinzip betraf nicht nur Arbeitnehmer, sondern auch die Freiberufler und Gewerbetreibende, die über nicht abzugsfähige Betriebsausgaben entsprechende Hinzurechnungen vornehmen mussten.
Diese Steueränderung, verankert in § 9 Abs. 2 Einkommensteuergesetz (EStG), wurde mit der Entscheidung des II. Senats des Bundesverfassungsgerichts vom 9. Dezember 2008 für verfassungswidrig erklärt und vom Gesetzgeber eine rückwirkende Veränderung verlangt. Damit können die Kosten rückwirkend vom Januar 2007 wieder ab dem ersten Kilometer geltend gemacht werden.

## Ursprung des Gedankens
Das Bundesverfassungsgericht hatte am 4. Dezember 2002 in einem Urteil zur Verfassungswidrigkeit der zeitlichen Begrenzung einer doppelten Haushaltsführung entschieden:
„Die grundsätzliche Abzugsfähigkeit der Kosten einer betrieblich oder beruflich begründeten doppelten Haushaltsführung als Betriebsausgaben oder Werbungskosten ist traditioneller Teil der Grundentscheidung des deutschen Einkommensteuerrechts, die steuerrechtlich erhebliche Berufssphäre nicht erst „am Werkstor“ beginnen zu lassen. Auch im Schnittbereich von beruflicher Sphäre und privater Lebensführung liegende Mobilitätskosten werden als Werbungskosten oder Betriebsausgaben anerkannt. Danach gehören - hinreichend folgerichtig - vor allem Fahrtkosten zwischen Wohnung und Arbeitsstätte zu den im Rahmen des objektiven Nettoprinzips abzugsfähigen beruflichen Aufwendungen, obwohl solche Aufwendungen wegen der privaten Wahl des Wohnorts zwangsläufig auch privat mitveranlasst sind.“
Das Bundesfinanzministerium schloss daraus, dass „das Bundesverfassungsgericht die Entscheidung, ob die berufliche Sphäre an der Wohnung oder am „Werkstor“ beginnt, als einfachrechtliche Grundentscheidung ansieht, die – wie bisher – der Gesetzgeber zu treffen hat. Da es sich bei Fahrtaufwendungen um gemischte Aufwendungen handelt, muss der Gesetzgeber im Rahmen seiner Gestaltungsbefugnis deren steuerliche Abziehbarkeit bestimmen.“
Diese Auffassung wurde aber bereits bei Erlass der Gesetzesänderung von Experten als Missverständnis kritisiert. Das Bundesverfassungsgericht hatte nämlich in dem erwähnten Urteil auch entschieden, dass: „Allgemein gilt: Für die verfassungsrechtlich gebotene Besteuerung nach finanzieller Leistungsfähigkeit kommt es nicht nur auf die Unterscheidung zwischen beruflichem oder privatem Veranlassungsgrund für Aufwendungen an, sondern jedenfalls auch auf die Unterscheidung zwischen freier oder beliebiger Einkommensverwendung einerseits und zwangsläufigem, pflichtbestimmtem Aufwand andererseits. Die Berücksichtigung privat veranlassten Aufwands steht nicht ohne Weiteres zur Disposition des Gesetzgebers.“